# Cimetière de Vichy

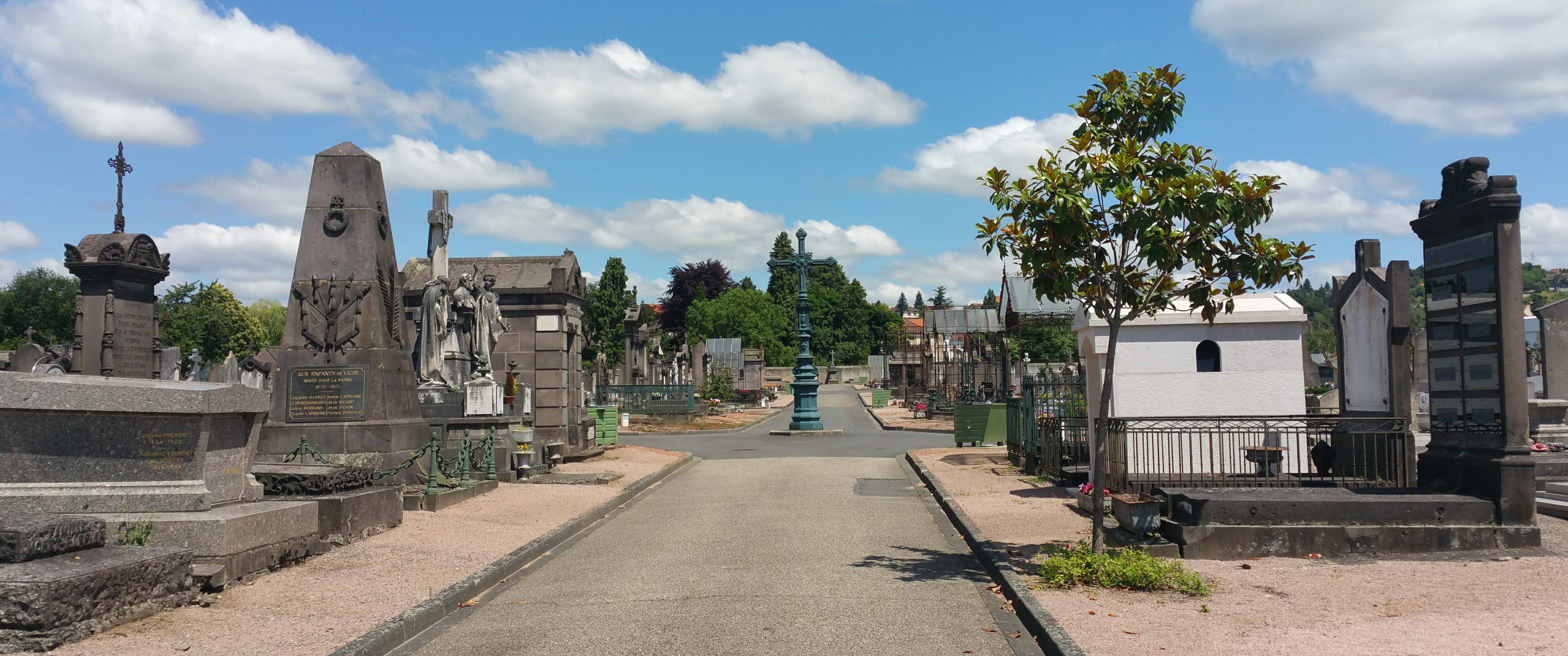
Hauptweg

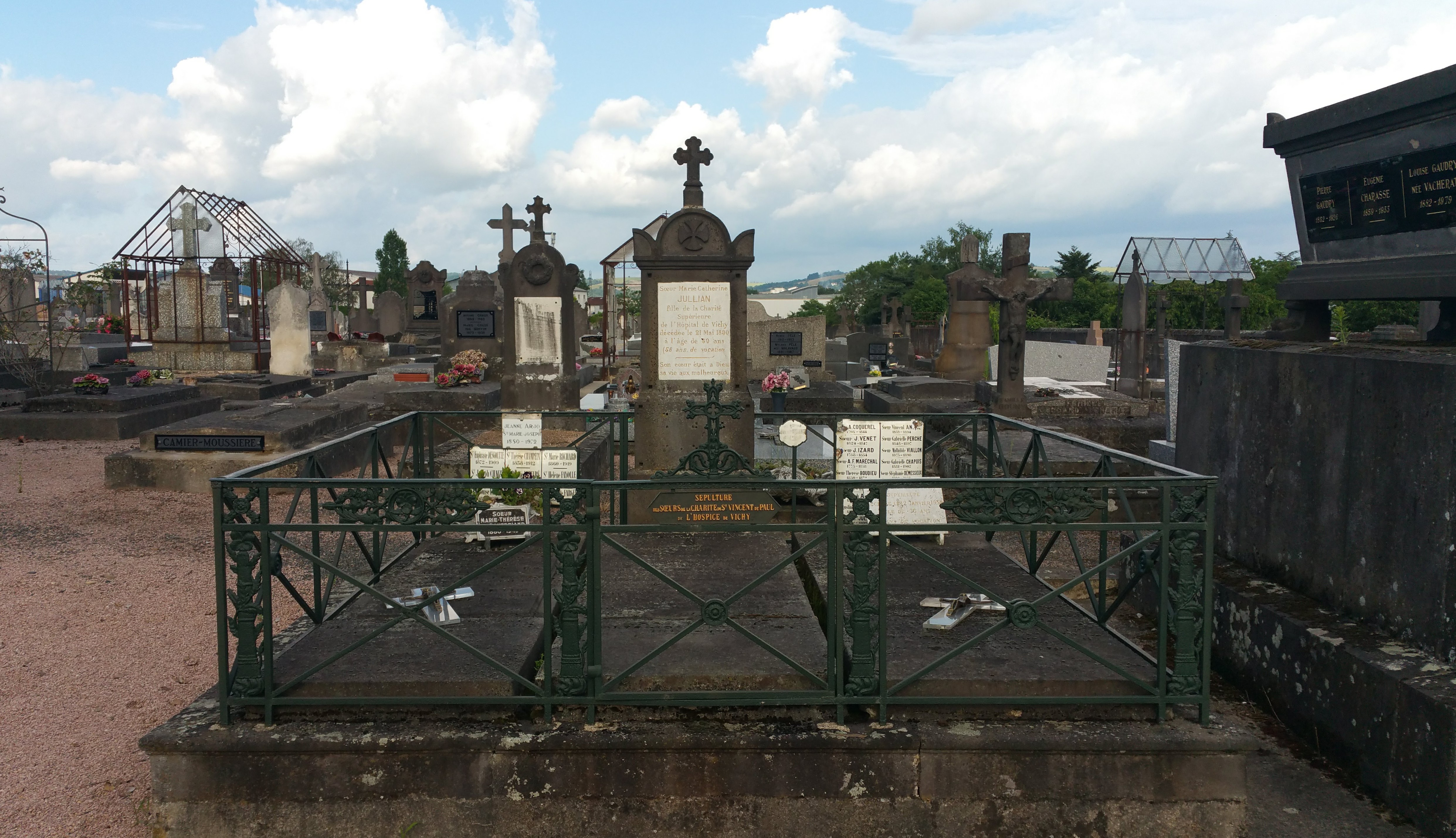
Grabstätte der Hospitalschwestern

Der Cimetière de Vichy, nach dem Quartier, in dem er sich befindet, auch Cimetière des Bartins genannt, ist der Friedhof der Stadt Vichy im französischen Département Allier. Er befindet sich in Trägerschaft der Kommune und liegt im Nordosten der Stadt an der Rue de Coteau unmittelbar an der Stadtgrenze zu Cusset.

## Geschichte
Der Friedhof wurde unter Napoleon III. im Juli 1866 mit einer Größe von zunächst 7,5 Hektar eröffnet und später auf 13 Hektar erweitert. Wenige Jahre später wurden die Toten des alten Friedhofs von Moutiers auf den neuen Friedhof überführt. Darunter waren auch die Grabstätten der Hospitalschwestern, die von 1789 bis 1842 einen eigenen Begräbnisplatz hatten. Im Zuge des Baus der Rue du Casino wurde er aufgelassen und die Gräber zunächst auf den Friedhof von Moutiers verlegt. Auf dem Cimetière de Vichy wurden die Nonnen in einem großen Gemeinschaftsgrab beigesetzt.
Das Friedhofsareal umfasst heute zwei Kriegsgräberstätten für Gefallene des Ersten Weltkriegs mit rund 500 Gräbern, 34 Gräberfelder (darunter zwei muslimische und zwei jüdische) und ein Kolumbarium. Auf dem alten Friedhofsteil befinden sich zahlreiche herausragende Beispiele früherer Sepulkralkultur mit künstlerisch wertvollen Grabdenkmälern aus weißem Marmor, Granit aus Le Mayet-de-Montagne oder Volvic-Stein. Neuere Gräber auf dem Erweiterungsflächen bestehen häufig aus Tarn-Granit.

## Denkmäler

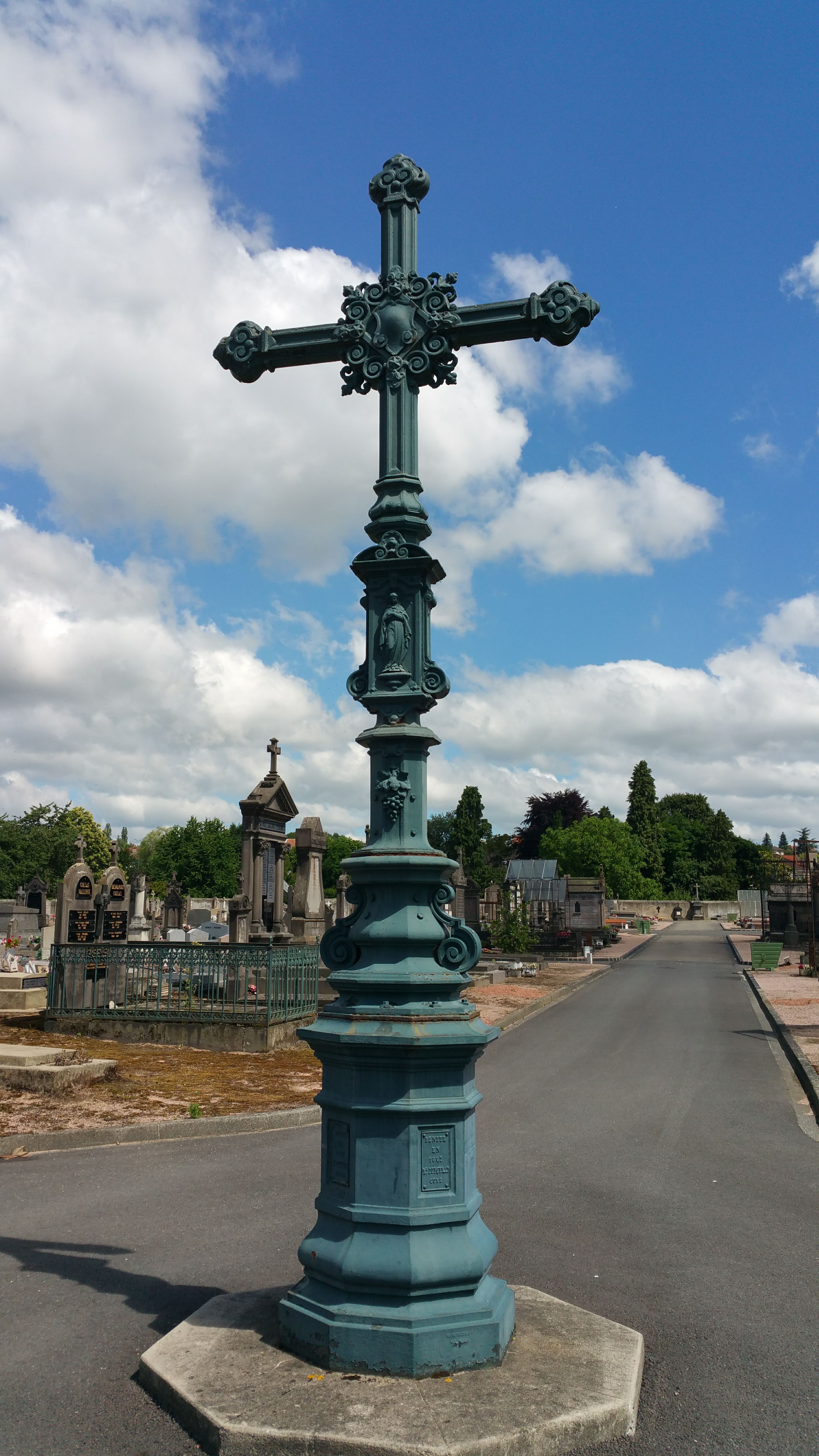
Gedenkkreuz für die Anlage des Friedhofs
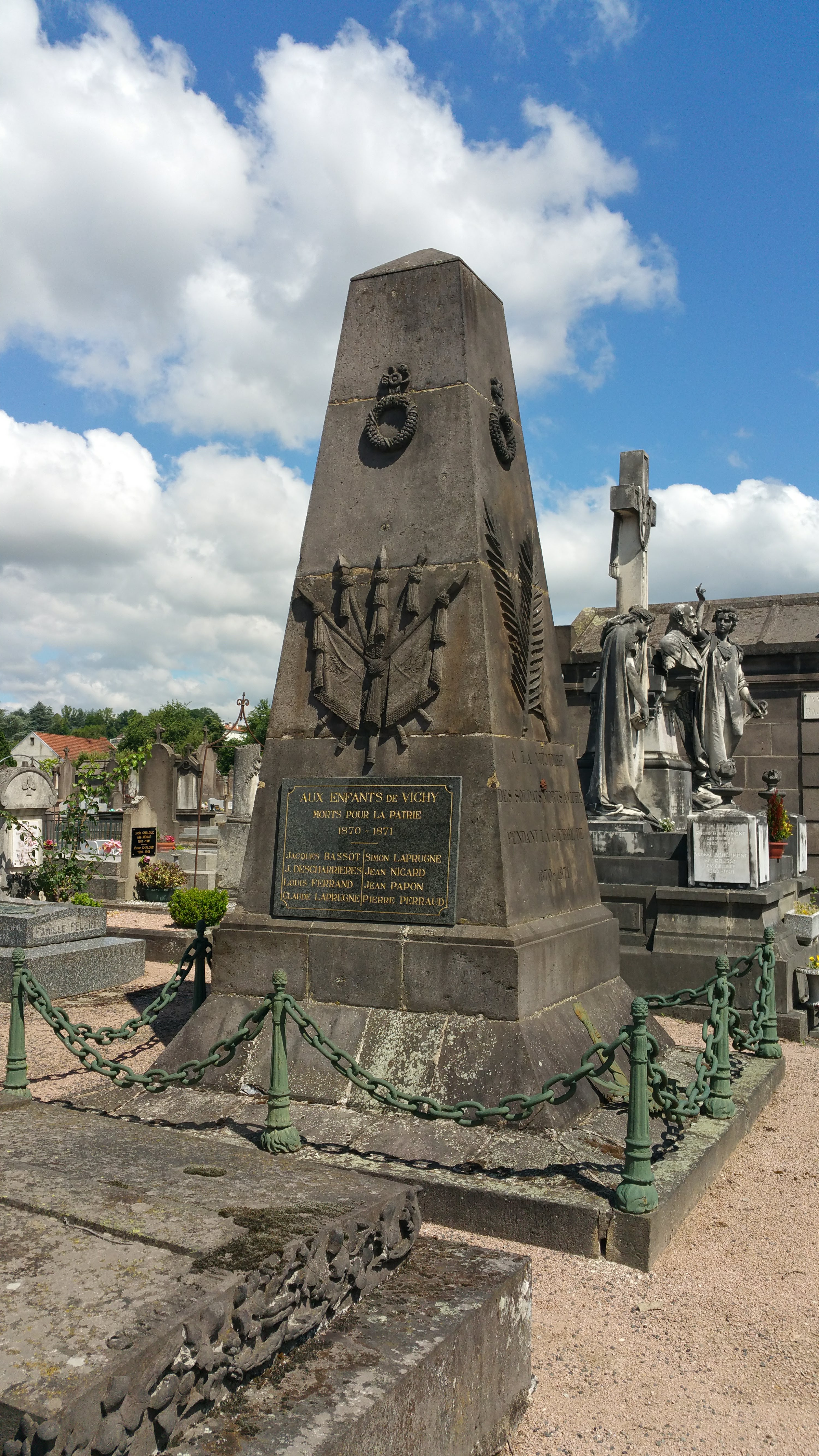
Denkmal für die Gefallenen von 1870/71

Im Zentrum des ursprünglichen Friedhofs wurde im Dezember 1866 ein 4 Meter hohes gusseisernes Kreuz aus der Werkstatt von Barbezat & Cie aufgestellt.
1885 wurden auf dem Friedhof die Überreste von 117 Soldaten beigesetzt, die während des Deutsch-Französischen Krieges als Verwundete oder Kranke in Vichy verstorben sind. Zur Erinnerung wurde als Denkmal ein 4,65 m hoher Obelisk mit Fundament aus Volvic-Stein errichtet. Umgeben ist er von einer Eisenkette, die von gusseisernen Pfosten gehalten wird. Auf einer nachträglich angebrachten Granittafel wird der acht Toten des Krieges aus Vichy gedacht.

## Grabstätten bekannter Persönlichkeiten
- Madeleine Charnaux (1902–1943), Bildhauerin und Fliegerin
- Roger Désormière (1898–1963), Dirigent
- Robert Faurisson (1929–2018), Literaturwissenschaftler und Holocaustleugner
- Maurice Germot (1882–1958), Tennisspieler
- Valery Larbaud (1881–1957), Schriftsteller und Literaturkritiker
- Guy Ligier (1930–2015), Rennfahrer, Unternehmer, Automobilkonstrukteur und Rennstallbesitzer
- Mila Parély (1917–2012), Schauspielerin
- Henri Pequet (1888–1974), Pilot und Flugpionier
- Raoul Salan (1899–1984), französischer General